# Bellota livida
Bellota livida là một loài nhện trong họ Salticidae.
Loài này thuộc chi Bellota. Bellota livida được Dyal miêu tả năm 1935.